# Kazuo Okamatsu
Kazuo Okamatsu (jap. 岡松 和夫, Okamatsu Kazuo; * 23. Juni 1931 in Fukuoka, Präfektur Fukuoka; † 21. Januar 2012) war ein japanischer Schriftsteller und Philologe.

## Leben
Kazuo verlor bereits in der Kindheit beide Eltern, besuchte die Oberschule seiner Heimatstadt Fukuoka und studierte anschließend an der Universität Tokio, die er im Fachbereich französische Literatur abschloss. 1954 begann er erneut an der Tōdai zu studieren, diesmal japanische Literatur. 1955 nahm er mit Yuri no kioku (百合の記憶) an einem landesweiten Schreibwettbewerb für Studenten teil und veröffentlichte sein Werk unter dem Pseudonym Aoki Kazuo (青木和夫) in der Literaturzeitschrift Bungei. 1957 heiratete er die Nichte des Übersetzers Hirai Teiichi (1902–1976) und begann an der Yokohama Oberschule zu arbeiten. 1959 wurde er für Kabe mit dem Literaturpreis der Zeitschrift Bungakukai für Debütanten ausgezeichnet.
1964 beteiligte er sich gemeinsam mit Otohiko Kaga, Shūichi Sae, Meisei Gotō und Yūichi Takai an der literarischen Gruppe Sai (犀) und an deren Literaturzeitschrift, die von Masaaki Tachihara geleitet wurde. Zwei Jahre später trat er an der Kantō Frauen-Kurzzeituniversität eine Stelle als Dozent für japanische Literatur an. 1968 wird er zum Assistenzprofessor, 1973 zum ordentlichen Professor befördert. Nachdem Okamatsu in den 1970er Jahren zunächst dreimal erfolglos für den Akutagawa-Preis nominiert war, erhielt er ihn 1976 für Shikinoshima.
In den 1980er Jahren hielt er sich als Forscher in São Paulo auf. Er forschte als Philologe insbesondere über den Dichter und Zen-Meister Ikkyū Sōjun. 1986 folgte eine weitere Auszeichnung mit dem Nitta-Jirō-Literaturpreis (新田次郎文学賞) für Ikyō no uta (異郷の歌), 1998 der Kiyama-Shōhei-Literaturpreis für Tōge no sumika (峠の棲家). Okamatsu war Mitglied des japanischen P.E.N.-Clubs.
Im Januar 2012 verstarb Okamatsu an einer Lungenentzündung im Alter von 80 Jahren.

## Werke (Auswahl)
- 1976 Kumano (熊野)
- 1976 Shikinoshima (志賀島)
- 1987 Kuchibeni (口紅)
- 1991 Ikkyū densetsu (一休伝説)